# Дело о групповом изнасиловании в Дели (2012)
Дело о групповом изнасиловании в Дели (2012) — события и последующая на них реакция, начавшиеся 16 декабря 2012 года, когда произошло групповое изнасилование студентки-парамедика в столице Индии, городе Дели.

## Обстоятельства
22-летняя девушка со своим другом Авниндрой Пратапом Пандеем (Awnindra Pratap Pandey) вечером, в 21:30, возвращалась домой на автобусе после просмотра фильма. Они ехали из района Мунирка в район Дварка на юге Дели. В автобусе группа из шести человек избила железным прутом обоих, после чего девушку насиловали в течение часа, причём сделали это с особой жестокостью, а затем обеих жертв выбросили из автобуса. В результате изнасилования сильно пострадал кишечник жертвы. Девушка в критическом состоянии была доставлена в одну из больниц Нью-Дели, где ей удалили часть кишечника, там же, несмотря на тяжёлое состояние, она дала показание полиции. 26 декабря она была перевезена в Сингапур, для прохождения интенсивной терапии. 29 декабря девушка умерла. Имя погибшей — Джиоти Сингх (Jyoti Singh), до раскрытия имени она была известна под псевдонимом Nirbhaya (хинди निर्भया — бесстрашная).

## Подозреваемые
По подозрению в причастности к этому преступлению были задержаны шесть человек, включая водителя автобуса. Пятеро из них — Рам Сингх (Ram Singh), его брат Мукеш Сингх (Mukesh Singh), Паван Гупта (Pawan Gupta), Винай Шарма (Vinay Sharma) и Акшай Тхакур (Akshay Thakur) обвинялись в изнасиловании и убийстве. Шестого подозреваемого судили отдельно, так как он — несовершеннолетний. В марте один из подозреваемых повесился в тюремной камере.
31 августа 2013 года несовершеннолетний фигурант дела признан виновным в изнасиловании и убийстве и осуждён на 3 года лишения свободы.
13 сентября 2013 года суд вынес смертный приговор Акшаю Такуру, Павану Гупте, Винаю Шарме и Мукешу Сингху. Смертный приговор через повешение был приведен в исполнение 20 марта 2020 года в делийской тюрьме Тихар.

## Общественный резонанс
Преступление имело огромный резонанс в индийском обществе, где изнасилования женщин, в том числе изнасилования в браке, являются проблемой национального масштаба. В продолжающихся беспорядках принимают участие сотни демонстрантов, происходят столкновения с полицией, в Дели были отменены массовые празднования Нового года, запрещено собираться в группы более пяти человек. Протестующие требуют смертной казни для насильников. Власти пообещали добиться для них пожизненного заключения, а индийские города сделать более безопасными.
К протестам в Дели присоединилась Калькутта.
В марте 2013 года в Индии утверждён новый закон, по которому уголовному преследованию подлежат сексуальные домогательства, вуайеризм и любые формы сексуального насилия, а изнасилование с летальным исходом карается смертной казнью.
За групповые изнасилования, изнасилования несовершеннолетних и изнасилования, совершённые полицейскими, сроки были увеличены с 7—10 до 20 лет.